# La Riera (Santa Maria d'Oló)
la Riera és un mas a poc menys de quilòmetre i mig a l'oest del nucli de Sant Joan d'Oló (al Moianès).

## Arquitectura
El mas presenta dos cossos ben diferenciats: un format per la masia tradicional i, l'altre, adossat a l'est, que és la casa dels actuals propietaris, construïda fa 47 anys. La masia és un rectangle amb coberta a dos vents i amb el carener paral·lel a la façana. Presenta tres plantes: les dues primeres per habitatge, i la superior, molt baixa, per golfes. L'estructura és típicament setcentista. Té un cos adossat a migdia aguantat per 4 sòlids contraforts. El portal d'entrada és adovellat i de mig punt.
A la façana de migdia hi ha dos balcons. La resta d'obertures d'aquest cos són totes adovellades. A l'entrada, les escales que pugen a l'habitatge, són de pedra i d'estructura semicircular. Els baixos són coberts amb una volta apuntada, suspesa sobre grans arcs. A uns 10 metres de la casa, al cantó de ponent, hi ha una capelleta.

## Història
El mas surt citat en la relació que es fa al fogatge de 1515, amb el nom de la Riera de la Creu. El mas pertanyia a la parròquia de Sant Joan d'Oló. L'estructura actual del mas manté poques referències anteriors al segle xviii. Les dades que figuren a les llindes (1755 al portal d'entrada, 1756 a la façana nord, 1780 a l'escala) i la tipologia del mas és clarament setcentista. La finca de més de 300 ha. Ha canviat de propietari successives vegades; els propietaris actuals són els que van aixecar (a mitjans de segle) la casa adossada amb interessants obres de ferro forjat a portes i escala.